# Seomgirincho
Seomgirincho (Koreaans : 섬기린초), Phedimus takesimensis, of Sedum takesimense is een inheemse wilde bloem die voorkomt op de twee oostelijke eilanden van Zuid-Korea, namelijk Ulleungdo en Dokdo. Verschillende soorten Girincho behoren tot de familie van de vetplanten. De Seomgirincho is vooral te vinden op Ulleungdo. Het kreeg deze naam omdat het het doet denken aan een Girin, een fabeldier met hoorns. De Plant groeit op zonnige plekjes tussen de rotsen aan de zee en bloeit met gele bloemen in de maand juli. Het eiland Ulleungdo kent natuurlijke omstandigheden en een ecosysteem die uniek zijn en waarin vele inheemse planten floreren. Ook op het meest oostelijke eiland van Zuid-Korea, Dokdo, komen veel dezelfde planten voor vanwege de geografische nabijheid.